# Avannaata Qimussersua
Avannaata Qimussersua („Der große Hundeschlitten des Nordens“) ist der Name der grönländischen Meisterschaft im Schlittenhunderennen.

## Geschichte
Die Meisterschaft wird vom grönländischen Hundeschlittensportverband Kalaallit Nunaanni Qimussertartut Kattuffiat ausgetragen. Bereits zuvor hatte es lokale Meisterschaften im Hundeschlittenwettlauf gegeben. 1989 gründete Ole Qvist mit der Avannaata Qimussersua eine Hundeschlittenmeisterschaft für ganz Westgrönland nördlich des Hundeäquators. Daneben gibt es noch die regionalen Meisterschaften für Nordgrönland (Inughuit Qimussersuat) und Ostgrönland (Kangiata Qimussersua). Wegen der Coronapandemie fiel die Meisterschaft 2020 aus. 2021 sollte erstmals ein landesweiter Wettbewerb für alle drei Landesteile unter dem Namen Avannaata Qimussersui durchgeführt werden. Wegen der coronabedingten Restriktionen sollten dann jedoch stattdessen drei Kommunalmeisterschaften durchgeführt werden, die in etwa der bisherigen Aufteilung entsprachen. Wenige Tage später konnte durch Lockerungen dennoch beschlossen werden, eine landesweite Meisterschaft durchzuführen.

## Sieger
Folgende Personen haben die Meisterschaft seit ihrer Einführung gewonnen:
- 1989: Tittus Mathiassen
- 1990: Nikolaj Therkildsen
- 1991: Nikolaj Therkildsen
- 1992: Otto Kristensen
- 1993: Niels Kristian Vetterlain
- 1994: Thomas Løvstrøm
- 1995: Amos Jensen
- 1996: Ville Siegstad
- 1997: Niels Poulsen
- 1998: Edvard Samuelsen
- 1999: Otto Kristensen
- 2000: Edvard Samuelsen
- 2001: Edvard Samuelsen
- 2002: Abraham Løvstrøm
- 2003: Egede Filemonsen
- 2004: Ville Siegstad
- 2005: Thomas Thygesen
- 2006: Thomas Thygesen
- 2007: Jørgen Kristensen
- 2008: Jens Ole Jensen
- 2009: Ville Siegstad
- 2010: Jørgen Kristensen
- 2011: Jørgen Kristensen
- 2012: Jørgen Kristensen
- 2013: Jørgen Kristensen
- 2014: William Jensen
- 2015: William Jensen
- 2016: Edvard Samuelsen
- 2017: Edvard Samuelsen
- 2018: William Jensen
- 2019: Ville Siegstad
- 2020: nicht ausgetragen
- 2021: Kristian Lundblad
- 2022: Anthon Street
- 2023: Milan Mathæussen

## Rekordsieger
| Anzahl | Name                      | Jahre                        |
| ------ | ------------------------- | ---------------------------- |
| 5      | Jørgen Kristensen         | 2007, 2010, 2011, 2012, 2013 |
| 5      | Edvard Samuelsen          | 1998, 2000, 2001, 2016, 2017 |
| 4      | Ville Siegstad            | 1996, 2004, 2009, 2019       |
| 3      | William Jensen            | 2014, 2015, 2018             |
| 2      | Otto Kristensen           | 1992, 1999                   |
| 2      | Nikolaj Therkildsen       | 1990, 1991                   |
| 2      | Thomas Thygesen           | 2005, 2006                   |
| 1      | Egede Filemonsen          | 2003                         |
| 1      | Amos Jensen               | 1995                         |
| 1      | Jens Ole Jensen           | 2008                         |
| 1      | Kristian Lundblad         | 2021                         |
| 1      | Abraham Løvstrøm          | 2002                         |
| 1      | Thomas Løvstrøm           | 1994                         |
| 1      | Tittus Mathiassen         | 1989                         |
| 1      | Milan Mathæussen          | 2023                         |
| 1      | Niels Poulsen             | 1997                         |
| 1      | Anthon Street             | 2022                         |
| 1      | Niels Kristian Vetterlain | 1993                         |